# Turn It Up
A Turn It Up Brandy amerikai énekesnő dala negyedik, Afrodisiac című stúdióalbumáról. 2003 őszén megjelent kislemezen, de csak promóciós kislemezként (kereskedelmi forgalomban a Talk About Our Love lett az album első kislemeze, 2004-ben). Ennek ellenére több slágerlistára is felkerült.
A dalban Brandy megemlíti a pár évvel korábban elhunyt Aaliyah-t.

## Számlista
12" promó CD (USA)
1. Turn It Up (Album version) – 4:12
2. Turn It Up (Instrumental) – 4:12
3. Turn It Up (Edited version) – 3:56
4. Turn It Up (A cappella) – 4:16

## Helyezések
| Slágerlista (2003)               | Helyezések |
| -------------------------------- | ---------- |
| Német fekete slágerlista         | 2          |
| Német fekete év végi slágerlista | 22         |